# Oxyurostylis tertia
Oxyurostylis tertia är en kräftdjursart som beskrevs av John Todd Zimmer 1943. Oxyurostylis tertia ingår i släktet Oxyurostylis och familjen Diastylidae.
Artens utbredningsområde är Kalifornien. Inga underarter finns listade i Catalogue of Life.